# نهائي كأس البرتغال 1942
نهائي كأس البرتغال 1942 هي المباراة النهائية من منافسة كأس البرتغال 1941–42، أقيمت المباراة في 1942، في Estádio do Lumiar ‏، بين فريقي نادي بيلينينسش، وفيتوريا دي غيماريش، وفاز فيها نادي بيلينينسش، بعد أن هزم فيتوريا دي غيماريش، بنتيجة 2 - 0.

## تفاصيل المباراة
لعبت المباراة النهائية في 1942.
| نادي بيلينينسش | 2 -0 | فيتوريا دي غيماريش |
| -------------- | ---- | ------------------ |
|                |      |                    |